# 4715 Medesicaste
4715 Medesicaste eller 1989 TS1 är en trojansk asteroid i Jupiters lagrangepunkt L5. Den upptäcktes 9 oktober 1989 av den japanska astronomen Yoshiaki Oshima vid Gekko-observatoriet. Den är uppkallad efter Medesicaste i den grekiska mytologin.
Asteroiden har en diameter på ungefär 62 kilometer.